# Apophylia yangi
Apophylia yangi là một loài bọ cánh cứng trong họ Chrysomelidae. Loài này được Bezdek & Zhang miêu tả khoa học năm 2006.